# 1,3,5,7-tetrathia-2,4,6,8-tetraazacyclooctan-2,4,6,8-tetrayl
1,3,5,7-tetrathia-2,4,6,8-tetraazacyclooctan-2,4,6,8-tetrayl là một hợp chất có công thức hoá hoc là S4N4. Chất rắn màu vàng cam này là một trong những hợp chất chỉ chứa các nguyên tố lưu huỳnh và nitơ. Nó là tiền chất của nhiều hợp chất S-N khác và đã thu hút sự quan tâm rộng rãi vì cấu trúc và liên kết bất thường của nó.

## Cấu trúc
S4N4 sử dụng cấu trúc “cực giá trị” khác thường, với đối xứng nhóm điểm D2d. Nó có thể được xem như là một dẫn xuất của một vòng tám cạnh giả định gồm các nguyên tử lưu huỳnh và nitơ xen kẽ. Các cặp nguyên tử lưu huỳnh trên vòng cách nhau 2,586 Å, dẫn đến cấu trúc giống như lồng như được xác định bởi đơn tinh thể nhiễu xạ tia X. Bản chất của tương tác S-S "xuyên thấu kính" vẫn còn là vấn đề cần điều tra vì nó ngắn hơn đáng kể so với tổng khoảng cách của van der Waal [4] nhưng đã được giải thích trong bối cảnh của lý thuyết quỹ đạo phân tử. Liên kết trong S4N4 được coi là không phân định vị, được chỉ ra bởi thực tế là khoảng cách liên kết giữa các nguyên tử lưu huỳnh và nitơ lân cận là gần giống nhau. S4N4 đã được chứng minh là đồng kết tinh với benzen và phân tử C60

## Tính chất hóa học
S4N4 bền với không khí. Tuy nhiên, nó không ổn định theo nghĩa nhiệt động lực học với entanpi dương tạo thành +460 kJ mol − 1. Sự hình thành entanpi thu nhiệt này bắt nguồn từ sự khác biệt về năng lượng của S4N4 so với các sản phẩm phân hủy ổn định cao của nó:
2 S4N4 → 4 N2 + S8
Vì một trong những sản phẩm phân hủy của nó là khí, S4N4 có thể được sử dụng làm chất nổ.  Các mẫu tinh khiết hơn có xu hướng dễ nổ hơn. Các mẫu nhỏ có thể được kích nổ bằng cách đập bằng búa. S4N4 là sắc tố nhiệt, chuyển từ màu vàng nhạt dưới −30 °C sang màu da cam ở nhiệt độ phòng sang màu đỏ đậm trên 100 °C.

## Tổng hợp
S4N4 lần đầu tiên được điều chế vào năm 1835 bởi M. Gregory bằng phản ứng của disulfur diclorua với amoniac,  một quá trình đã được tối ưu hóa:
6 S2Cl2 + 16 NH3 → S4N4 + S8 + 12 NH4Cl
Các sản phẩm của phản ứng này bao gồm heptasulfur imide (S7NH) và lưu huỳnh nguyên tố. Một quá trình tổng hợp liên quan sử dụng lưu huỳnh monoclorua và NH4Cl để thay thế:
4 NH4Cl + 6 S2Cl2 → S4N4 + 16 HCl + S8
Một sự tổng hợp thay thế đòi hỏi việc sử dụng [(Me3Si) 2N] 2S làm tiền chất với các liên kết S – N được hình thành trước. [(Me3Si) 2N] 2S được điều chế bằng phản ứng của amit liti bis (trimetylsilyl) và SCl2.
2 [(CH3) 3Si] 2NLi + SCl2 → [((CH3) 3Si) 2N] 2S + 2 LiCl
[(CH3) 3Si) 2N] 2S phản ứng với sự kết hợp của SCl2 và SO2Cl2 để tạo thành S4N4, trimetylsilyl clorua và lưu huỳnh đioxit: [8]
2 [((CH3) 3Si) 2N] 2S + 2 SCl2 + 2 SO2Cl2 → S4N4 + 8 (CH3) 3SiCl + 2 SO2

## Phản ứng

### Phản ứng với axit iodhydric
| + 24{\displaystyle {\ce {->}}} 4+ 10+ 4 |
| --------------------------------------- |